# Pipin I. Starší
Svatý Pipin I. (Starší též Pipin z Landenu, asi 580–640) byl majordom Austrasie, který se významným způsobem zasadil o vládu Chlothara II., když se s biskupem Arnulfem z Met postavil proti franské královně Brunhildě.

## Život
Chlothar II. později nechal tuto královnu zajmout a v roce 613 usmrtit. Po smrti Chlothara II. v roce 629 vládl jeho syn Dagobert I. V té době byl ale Pipin I. v nemilosti. Po Dagobertově smrti se vrátil, aby vládl Austrasii z pozice majordoma.
Od Pipina I. je odvozen rod Pipinovců.